# Ipira (Santa Catarina)
Ipira is een gemeente in de Braziliaanse deelstaat Santa Catarina. De gemeente telt 4.771 inwoners (schatting 2009).

## Aangrenzende gemeenten
De gemeente grenst aan Alto Bela Vista, Capinzal, Concórdia, Ouro,  Peritiba, Piratuba en Presidente Castelo Branco.